# NGC 7741
NGC 7741 is een balkspiraalstelsel in het sterrenbeeld Pegasus. Het hemelobject werd op 10 september 1784 ontdekt door de Duits-Britse astronoom William Herschel.

## Synoniemen
- UGC 12754
- IRAS 23413+2547
- MCG 4-55-50
- KUG 2341+257
- ZWG 476.125
- KCPG 589B
- PGC 72237